# Bratz (film)
Bratz is een Amerikaanse film uit 2007 gebaseerd op de speelgoedlijn Bratz.

## Ontvangst
De film ontving erg slechte recensies en maakte veel verlies in de bioscoop.
De film was genomineerd voor vijf Razzies maar won er geen.

## Rolverdeling
- Nathalia Ramos - Yasmin
- Skyler Shaye - Cloe
- Janel Parrish - Jade
- Logan Browning - Sasha
- Chelsea Kane - Meredith Baxter Dimly
- Anneliese van der Pol - Avery
- Malese Jow - Quinn
- Ian Nelson - Dylan
- Stephen Lunsford - Cameron
- Jon Voight - Principal Dimly